# Тірольський орел
Тирольський орел — герб історичної області Тіроль, Тірольського графства, а також австрійської землі Тіроль та автономної провінції Південний Тіроль в Італії.

## Тірольський орел
На тірольському гербі зображено геральдичну тварину у срібному щиті золотого коронованого та червоного орла із золотими затискачами крил із кінцями листя конюшини — тирольського орла.
Вперше тирольський орел зображений на печатках 1205 року. Найдавніші кольорові зображення, проте датуються 1271/1286 роками. Пам'ятки печаток належать до часів Альберта III. (граф 1202—1253) з сім'ї тірольських графів, які формували витоки краю навколо тірольського замку біля Мерано.
Ще від часів королівства та імперії щит був увінчаний князівською шапкою, коли Тіроль був імперським графством.
Припущення, що це бранденбурзький орел, не підтримується. Коли маркграф Людвіг (володар Бранденбурга) одружився з Маргаритою Маулташ у 1342 році, орел вже був вживаний у тірольському гербі. Вацлавський орел (чорний полум'яний у сріблі) — сьогодні Тренто, з'явився в країні лише в 1340 році.

## Тіроль
Закон 17 травня 2006 р. щодо управління та використання державного герба (Tiroler Landeswappengesetz) визначає форму та використання герба.
§ 1 Тірольський герб: Відповідно до ст. 6 абз. 1 Тирольського державного кодексу 1989 р., ЛГБл. Немає. 61/1988,
у срібному щиті золотий коронований та озброєний червоний орел із золотими затисками крил із кінчиками конюшинового листа та зеленим вінком за головою.
Лавровий вінок нагадує боротьбу Тіроля за свободу в добу наполеонівської ери. Однак він вживається з початку 17-го століття як геральдична емблема.
Крейцлери «Андреас Хофер», викарбувані під час тірольської боротьби за свободу, показують тірольського орла, як він присутній на аверсі.

## Південний Тіроль
Південно-Тірольський герб був розроблений 1982 року архітектором і художником Боцен Гельгою фон Ауфшнайтером за дорученням уряду провінції Південного Тіролю під керівництвом Сільвії Магнаго і затверджений президентом Італії в 1983 році. Він був розроблений за зразком оригінального герба тірольських графів без кінців листя конюшини та золотої корони. Тирольський герб на правому крилі за вівтарем Тирольського замку 1370 року.

## Вельштироль (Трентіно)
На гербі Вельштироля, сьогоднішнього Трентіно, є чорний орел, але також із золотими затискачами крил і з кінчиками конюшинового листа, у червоному полум'яному вінку. У геральдиці це Вацлавський орел. Цю форму запровадив лише князь-єпископ Ніколаус Абрейн (1338—1347).

## Використання в муніципальних гербах
На гербах численних тірольських муніципалітетів міститься тірольський орел або його частини, щоб продемонструвати, що вони належать Тіролю. Червоний орел в цілому міститься в гербах Брикслегга, Ландека, Мареббе/ еннеберга, Мерано, Радфельда, Санкт-Антон-ам-Арльберг, Віпітено, Тіроло, Toн, Фомп і Візінг. У гербах Глоренца і Ультімо показують роздвоєння орла, герби Герлос і Шпісс голова орла. Юнггольц очолює політ орла, Реттеншосс — орлина лапа.

## Галерея

Державний герб Тіроля, Австрія
Герб Південного Тіролю, Італія
Герб Тренто (Трентіно), Італія
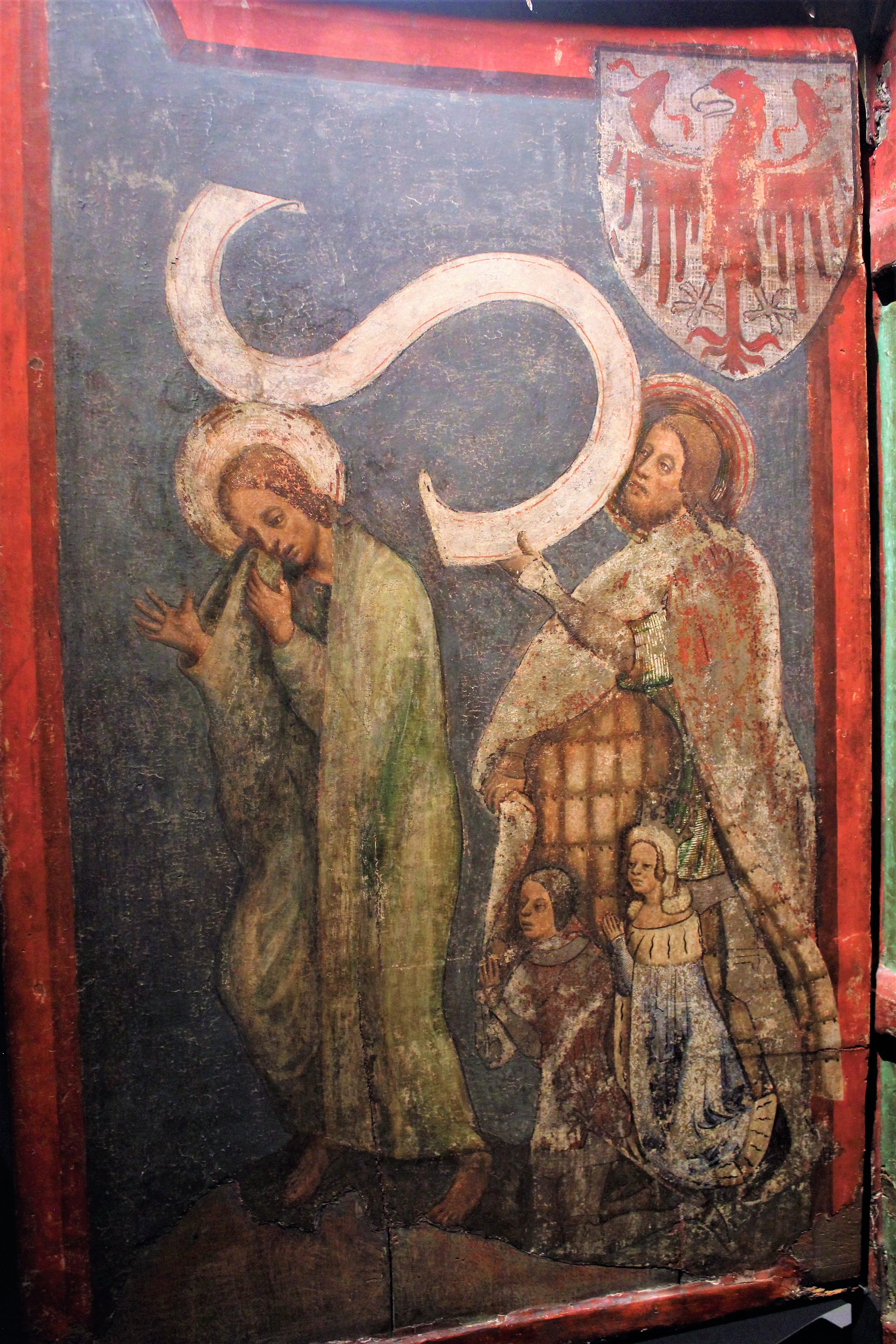
Праве крило поза вівтарем Тірольського замку з тірольським гербом (1370/72)
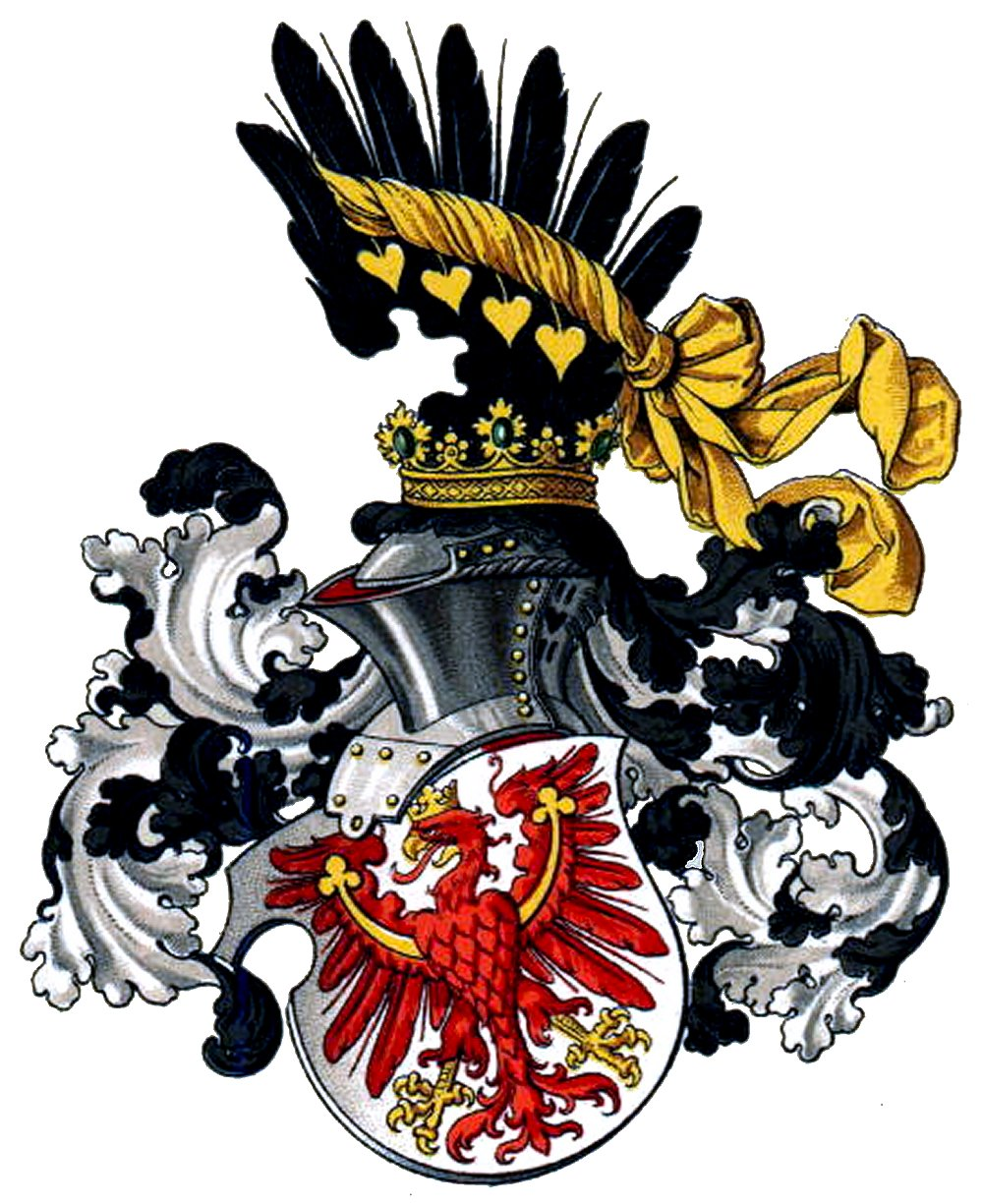
Герб тирольського графства
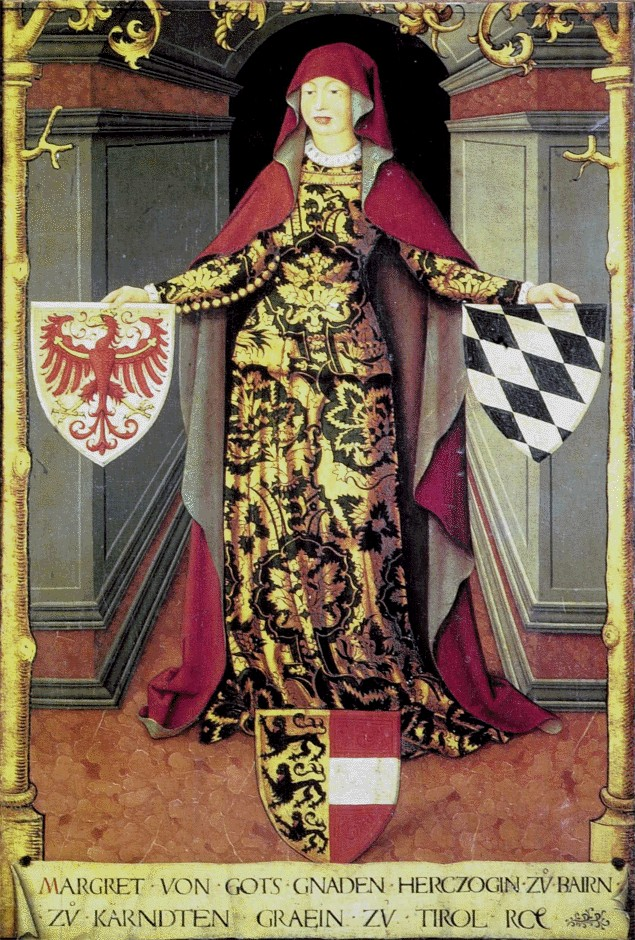
Маргарет фон Тірольська тримає в правій руці тірольський герб (олійний живопис XVI ст.)
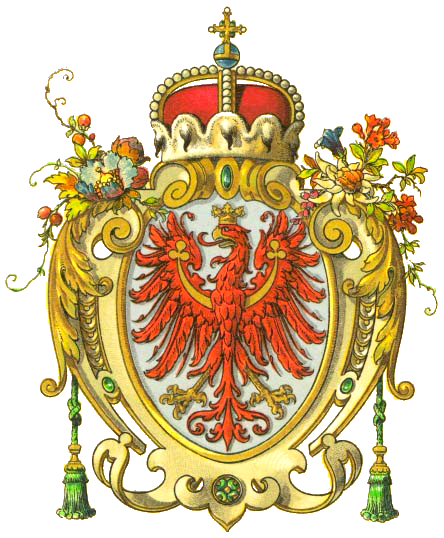
Герб тірольських князів габсбурзької монархії
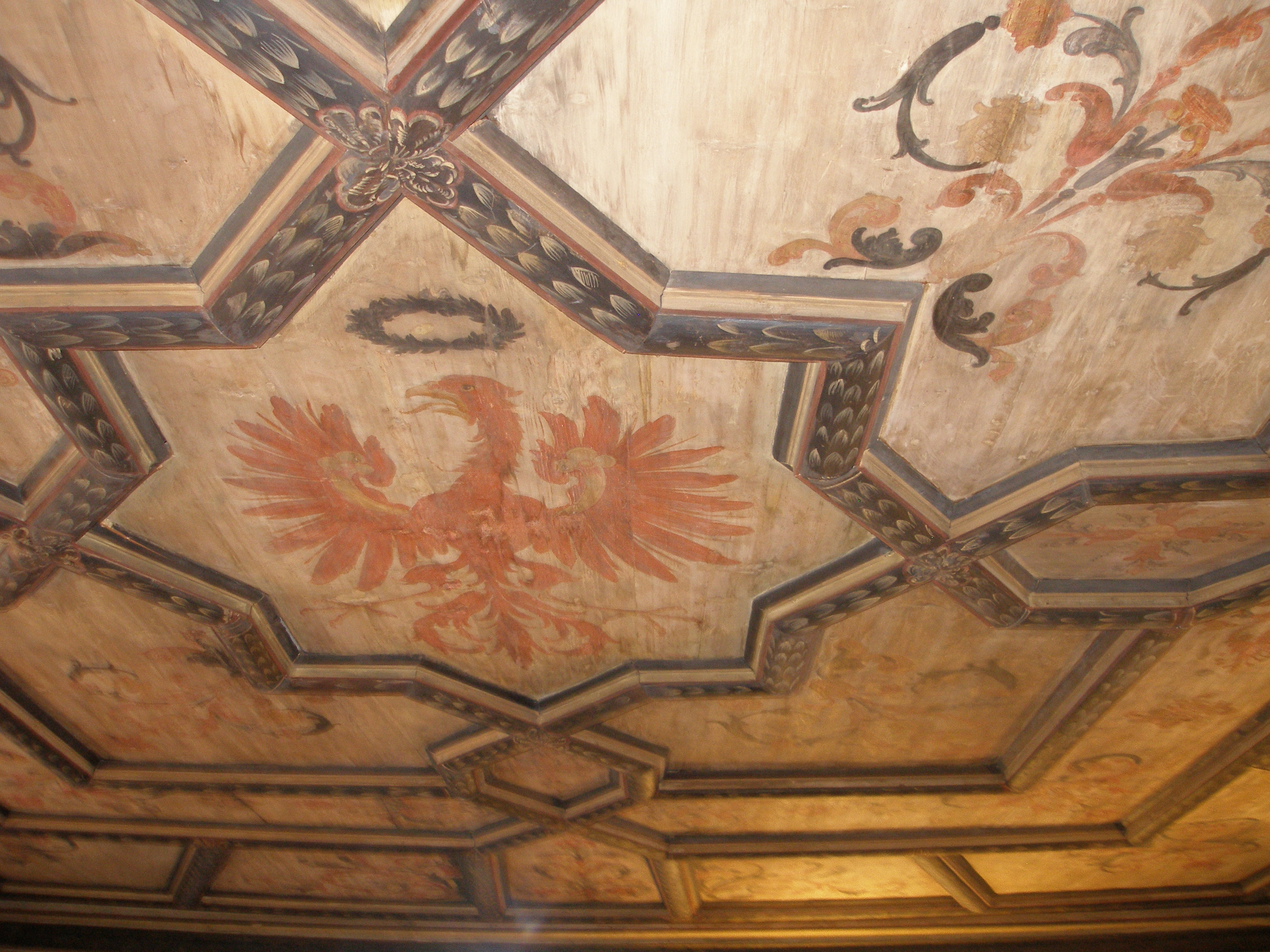
Тирольський орел з маленьким почесним вінком на стелі в старій ратуші Больцано, близько 1600 року
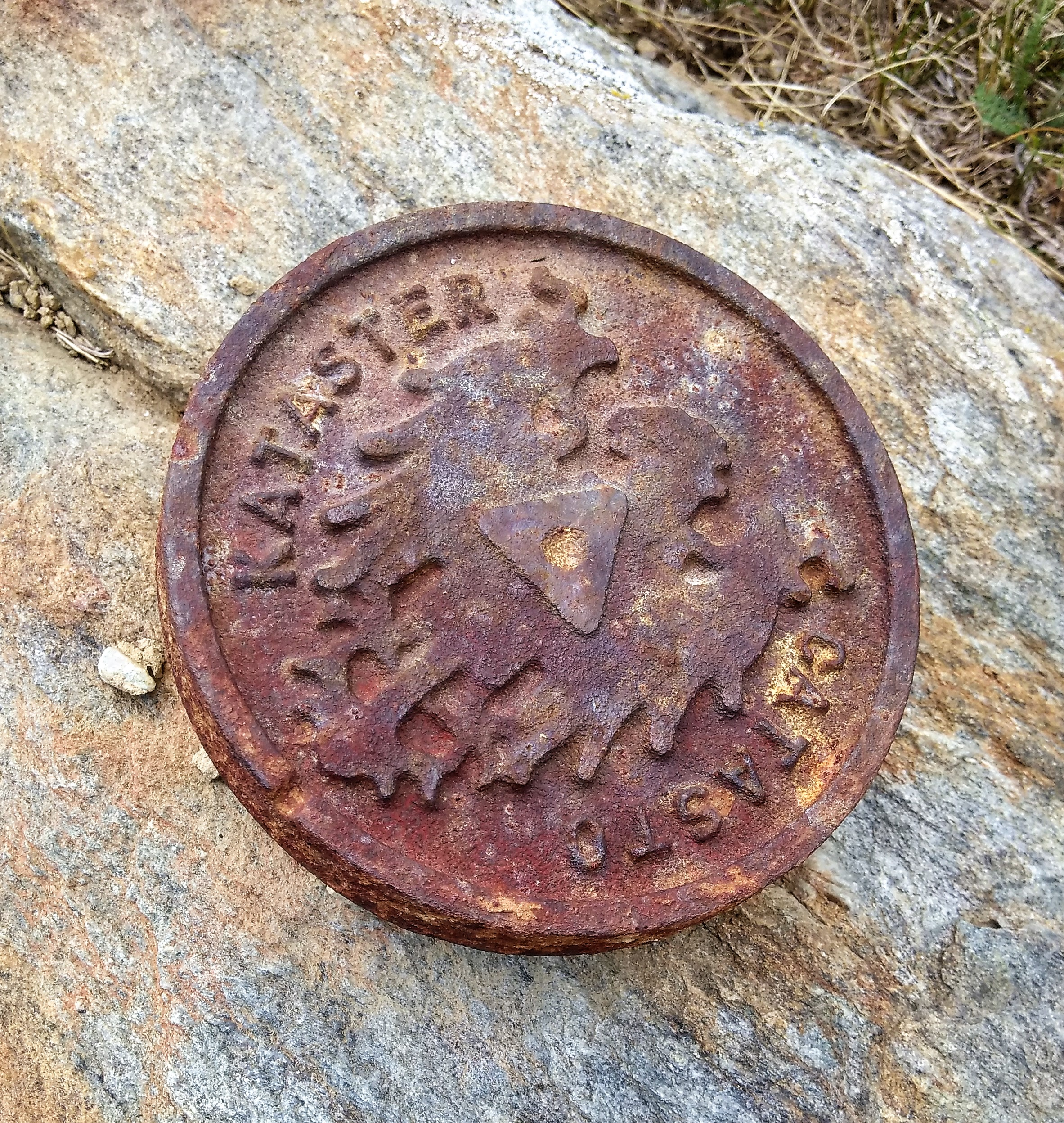
Тірольський орел на кадастровому штампі Південного Тіролю в горах (2018)

## Вебпосилання
- Держава Тіроль | Тирольський герб
- Південнотирольська громадянська мережа | Герб країни Південний Тіроль

## Індивідуальні докази
1. ↑  Franz-Heinz Hye: Wappen in Tirol: Zeugen der Geschichte. Handbuch der Tiroler Heraldik. Universitätsverlag Wagner, Innsbruck 2004, ISBN 3703003847
2. ↑  [Шаблон:Webarchive:помилка: Перевірте аргументи |url= value. Порожньо.] (PDF; 209 kB)
3. ↑  Autonome Provinz Bozen-Südtirol: Das Wappen
4. ↑  Tirol Atlas: Wappen von Tirol